# MTV Video Music Awards 2017
La 34ª edizione degli MTV Video Music Awards si è svolta il 27 agosto 2017 nel The Forum di Inglewood, California ed è stata presentata da Katy Perry. I vincitori sono i migliori video musicali pubblicati dal 25 giugno 2016 al 23 giugno 2017.
Per la prima volta le due categorie divise per genere miglior video maschile e miglior video femminile sono state unite per formare "Artist of the Year".
Kendrick Lamar è l'artista più nominato della cerimonia, con otto nomination, seguito da Katy Perry e The Weeknd con 5. Kendrick Lamar è stato anche l'artista più premiato della serata, vincendo sei statuette, incluso video dell'anno.
Pink è stata premiata con il Michael Jackson Video Vanguard Award alla carriera.

## Esibizioni

### Pre-show
- Khalid — Location, Young, Dumb & Broke
- Cardi B — Bodak Yellow
- Bleachers — Don't Take the Money

### Main show
- Kendrick Lamar — DNA, HUMBLE.
- Ed Sheeran e Lil Uzi Vert — Shape of You, XO Tour Llif3
- Julia Michaels — Issues
- Shawn Mendes — There's Nothing Holdin' Me Back
- Fifth Harmony e Gucci Mane — Down
- Miley Cyrus — Younger Now
- Demi Lovato — Sorry Not Sorry & Cool for the Summer
- Pink — Get the Party Started, Raise Your Glass, So What, Fuckin' Perfect, Just Give Me a Reason, Don't Let Me Get Me, Blow Me (One Last Kiss), What About Us
- Kyle — iSpy
- James Arthur — Say You Won't Let Go
- Alessia Cara — Scars to Your Beautiful
- Logic, Khalid e Alessia Cara — 1-800-273-8255
- Thirty Seconds to Mars — Walk on Water, Butterfly Effect
- Rod Stewart e DNCE — Do Ya Think I'm Sexy?
- Katy Perry e Nicki Minaj — Swish Swish

## Vincitori e candidati
In grassetto sono evidenziati i vincitori.

### Video dell'anno
- Kendrick Lamar — HUMBLE.
- Bruno Mars — 24K Magic
- Alessia Cara — Scars to Your Beautiful
- DJ Khaled featuring Rihanna e Bryson Tiller — Wild Thoughts
- The Weeknd — Reminder

### Artista dell'anno
- Ed Sheeran
- Bruno Mars
- Kendrick Lamar
- Ariana Grande
- The Weeknd
- Lorde

### Miglior artista esordiente
- Khalid
- Kodak Black
- SZA
- Young M.A
- Julia Michaels
- Noah Cyrus

### Miglior video collaborativo
- Zayn e Taylor Swift — I Don't Wanna Live Forever
- Charlie Puth featuring Selena Gomez — We Don't Talk Anymore
- DJ Khaled featuring Rihanna e Bryson Tiller — Wild Thoughts
- DRAM featuring Lil Yachty — Broccoli
- The Chainsmokers featuring Halsey — Closer
- Calvin Harris featuring Pharrell Williams, Katy Perry e Big Sean — Feels

### Miglior video pop
- Fifth Harmony featuring Gucci Mane — Down
- Shawn Mendes — Treat You Better
- Ed Sheeran — Shape of You
- Harry Styles — Sign of the Times
- Katy Perry featuring Skip Marley — Chained to the Rhythm
- Miley Cyrus — Malibu

### Miglior video hip-hop
- Kendrick Lamar — HUMBLE.
- Big Sean — Bounce Back
- Chance the Rapper — Same Drugs
- DRAM featuring Lil Yachty — Broccoli
- Migos featuring Lil Uzi Vert — Bad and Boujee
- DJ Khaled featuring Justin Bieber, Quavo, Chance the Rapper e Lil Wayne — I'm the One

### Miglior video rock
- Twenty One Pilots – Heavydirtysoul
- Coldplay — A Head Full of Dreams
- Fall Out Boy — Young and Menace
- Green Day – Bang Bang
- Foo Fighters – Run

### Miglior video dance
- Zedd e Alessia Cara – Stay
- Kygo x Selena Gomez – It Ain't Me
- Calvin Harris – My Way
- Major Lazer featuring Justin Bieber e MØ – Cold Water
- Afrojack featuring Ty Dolla Sign – Gone

### Best Fight Against the System
Tutti i candidati sono stati premiati.
- Logic – Black Spiderman
- The Hamilton Mixtape – Immigrants (We Get the Job Done)
- Big Sean — Light
- Alessia Cara — Scars to Your Beautiful
- Taboo featuring Shailene Woodley – Stand Up / Stand N Rock #NoDAPL
- John Legend — Surefire

### Miglior fotografia
- Kendrick Lamar — HUMBLE. (Direttore della fotografia: Scott Cunningham)
- Imagine Dragons — Thunder (Direttore della fotografia: Matthew Wise)
- Ed Sheeran — Castle on the Hill (Direttore della fotografia: Steve Annis)
- DJ Shadow featuring Run the Jewels — Nobody Speak (Direttore della fotografia: David Proctor)
- Halsey — Now or Never (Direttore della fotografia: Kristof Brandl)

### Miglior regia
- Kendrick Lamar — HUMBLE. (Directors: Dave Meyers e The Little Homies)
- Katy Perry featuring Skip Marley — Chained to the Rhythm (Director: Mathew Cullen)
- Bruno Mars — 24K Magic (Directors: Cameron Duddy e Bruno Mars)
- Alessia Cara — Scars to Your Beautiful (Director: Aaron A)
- The Weeknd — Reminder (Director: Glenn Michael)

### Migliore direzione artistica
- Kendrick Lamar — HUMBLE. (Art Director: Spencer Graves)
- Bruno Mars — 24K Magic (Art Director: Alex Delgado)
- Katy Perry featuring Migos — Bon Appétit (Art Director: Natalie Groce)
- DJ Khaled featuring Rihanna e Bryson Tiller — Wild Thoughts (Art Director: Damian Fyffe)
- The Weeknd — Reminder (Art Directors: Lamar C Taylor and Christo Anesti)

### Migliori effetti speciali
- Kendrick Lamar — HUMBLE. (Visual Effects: Jonah Hall of Timber)
- A Tribe Called Quest — Dis Generation (Visual Effects: Breon Hirzel of Bemo)
- KYLE featuring Lil Yachty — iSpy (Visual Effects: Max Colt e Tomash Kuzmytskyi)
- Katy Perry featuring Skip Marley — Chained to the Rhythm (Visual Effects: MIRADA)
- Harry Styles — Sign of the Times (Visual Effects: Cédric Nivoliez)

### Miglior coreografia
- Kanye West — Fade (Choreographers: Teyana Taylor, Guapo, Jae Blaze e Derek 'Bentley' Watkins)
- Ariana Grande featuring Nicki Minaj — Side to Side (Choreographers: Brian e Scott Nicholson)
- Kendrick Lamar — HUMBLE. (Choreographer: Dave Meyers)
- Sia — The Greatest (Choreographer: Ryan Heffington)
- Fifth Harmony featuring Gucci Mane — Down (Choreographer: Sean Bankhead)

### Miglior montaggio
- Young Thug — Wyclef Jean (Editors: Ryan Staake e Eric Degliomini)
- Future — Mask Off (Editor: Vinnie Hobbs)
- Lorde — Green Light (Editor: Nate Gross of Exile Edit)
- The Chainsmokers featuring Halsey — Closer (Editor: Jennifer Kennedy)
- The Weeknd — Reminder (Editor: Red Barbaza)

### Song of the Summer
- Lil Uzi Vert — XO Tour Llif3
- Ed Sheeran — Shape of You
- Luis Fonsi & Daddy Yankee featuring Justin Bieber — Despacito (Remix)
- Shawn Mendes — There's Nothing Holdin' Me Back
- Fifth Harmony featuring Gucci Mane — Down
- Camila Cabello featuring Quavo — OMG
- DJ Khaled featuring Rihanna e Bryson Tiller — Wild Thoughts
- Demi Lovato — Sorry Not Sorry

### Premio alla carriera (Michael Jackson Video Vanguard Award)
- Pink